# Droits sur un fichier
Les droits sur un fichier permettent de restreindre les accès à un fichier informatique, suivant un certain nombre de paramètres. C'est une des bases de la sécurité informatique.

## Présentation
Les trois principaux droits sur des fichiers sont :
- la lecture
- l'écriture
- l'exécution

L'exécution d'un fichier correspond :
- pour un programme : à son exécution, son lancement
- pour un répertoire : à y entrer

## Sous UNIX
Voir l'article détaillé : Permissions Unix
Sous UNIX et ses dérivés (Linux, FreeBSD, etc.) les différents droits sont associés à trois types d'utilisateurs :
- le propriétaire du fichier
- les utilisateurs appartenant au groupe auquel appartient le fichier
- tous les autres utilisateur

De nombreuses combinaisons sont possibles. On peut ainsi permettre aux autres utilisateurs la lecture et l'exécution d'un fichier (ou d'un répertoire), mais pas sa modification (autrement dit son écriture), etc.
Ce système a une limite, il ne permet pas de réglages fins. Il est par exemple impossible de donner les mêmes droits que soi-même à un utilisateur en particulier. Pour pallier ces lacunes a été conçu le système des ACL.